# Meagan Duhamel
Meagan Duhamel (* 8. Dezember 1985 in Lively, Ontario) ist eine kanadische Eiskunstläuferin, die im Paarlauf startet. Sie ist Weltmeisterin von 2015 und 2016 und Vier-Kontinente-Meisterin von 2013 und 2015 (jeweils zusammen mit Eric Radford).

## Karriere
Von 2007 bis 2010 lief Duhamel an der Seite von Craig Buntin. Ihre größten Erfolge waren der sechste Platz bei der Weltmeisterschaft 2008 und der Gewinn der Bronzemedaille bei den Vier-Kontinente-Meisterschaften 2010. Buntin beendete seine Karriere aufgrund von Verletzungen. Auch Duhamel dachte wegen zahlreicher Verletzungen über ein Karriereende nach.
Im Frühjahr 2010 entschied sich Duhamel schließlich für eine Fortsetzung ihrer Karriere. Ihr neuer Partner wurde Eric Radford.
2011 errang das Eiskunstlaufpaar bereits die Silbermedaille bei den Vier-Kontinente-Meisterschaften. 2012 wurden Duhamel/Radford erstmals kanadische Meister. 2013 verteidigten sie diesen Titel und gewannen mit Gold bei den Vier-Kontinente-Meisterschaften in Osaka ihren ersten großen internationalen Titel. Bei der folgenden Weltmeisterschaft im kanadischen London errang das Paar mit Bronze seine erste Medaille bei Weltmeisterschaften. Im Jahr darauf wiederholten sie dies in Saitama.
Bei der Weltmeisterschaft 2015 in Shanghai wurden Duhamel/Radford Weltmeister. Sie verteidigten diesen Titel auch bei der Weltmeisterschaft 2016 in Boston.
Bei den Olympischen Winterspielen 2018 in Pyeongchang gewann sie mit dem kanadischen Team die Goldmedaille und Bronze bei den Paaren mit Radford.

## Persönliches
Seit dem 5. Juni 2015 ist Duhamel mit ihrem Trainer Bruno Marcotte verheiratet.

## Ergebnisse

### Paarlauf
(ab Saison 2010/11 mit Eric Radford, zuvor mit Craig Buntin)
| Wettbewerb / Jahr               | 2008  | 2009  | 2010  | 2011  | 2012  | 2013  | 2014  | 2015  | 2016  | 2017  | 2018  |
| ------------------------------- | ----- | ----- | ----- | ----- | ----- | ----- | ----- | ----- | ----- | ----- | ----- |
| Olympische Winterspiele         |       |       |       |       |       |       | 7.    |       |       |       | 3.    |
| Weltmeisterschaften             | 6.    | 8.    |       | 7.    | 5.    | 3.    | 3.    | 1.    | 1.    | 7.    |       |
| Vier-Kontinente-Meisterschaften |       | 4.    | 3.    | 2.    | 4.    | 1.    |       | 1.    |       | 2.    |       |
| World Team Trophy               |       |       |       |       | 3.    |       |       |       |       |       |       |
| Kanadische Meisterschaften      | 3.    | 2.    | 3.    | 2.    | 1.    | 1.    | 1.    | 1.    | 1.    | 1.    |       |
| –                               |       |       |       |       |       |       |       |       |       |       |       |
| Grand-Prix-Wettbewerb / Saison  | 07/08 | 08/09 | 09/10 | 10/11 | 11/12 | 12/13 | 13/14 | 14/15 | 15/16 | 16/17 | 17/18 |
| Grand-Prix-Finale               |       |       |       |       | 5.    | 4.    | 5.    | 1.    | 2.    | 3.    | 3.    |
| Skate Canada                    | 6.    |       |       | 5.    | 3.    | 2.    | 3.    | 1.    | 1.    | 1.    | 1.    |
| Skate America                   |       | 4.    | Z     |       |       |       |       |       |       |       | 3.    |
| Trophée Eric Bompard            |       | 3.    |       |       | 3.    | 2.    | 2.    |       |       |       |       |
| Cup of China                    |       |       | 4.    |       |       |       |       |       |       |       |       |
| NHK Trophy                      |       |       |       |       |       |       |       | 1.    | 1.    | 1.    |       |